# Best of Rockers ’n’ Ballads
Best of Rockers ’n’ Ballads ist die fünfte offizielle Kompilation der deutschen Hard-Rock-Band Scorpions, die im Jahr 1989 veröffentlicht wurde. Es ist die erste Zusammenstellung der Band, die neben bereits bekanntem Material mit Can’t Explain auch einen Song enthält, der nur auf dieser Veröffentlichung bzw. auch auf der entsprechenden Single zu finden ist.

## Hintergrund
Die Zusammenstellung des Kompilationsalbums erfolgte aufgrund des Ablaufens eines langfristigen Vertrages mit ihrem Produzenten Dieter Dierks sowie ihrer Plattenfirma, aus dem heraus noch eine Zusammenstellung offen war. Neben vielen Klassikern spielten die Scorpions mit der Coverversion des The-Who-Songs Can’t’ Explain das erste Mal ein Lied ein, das nicht von einem Mitglied der Band komponiert wurde. Produziert wurde der Song zum ersten Mal seit 1975 nicht von Dierks in dessen Studios, sondern in den Niederlanden von Bruce Fairbairn und den Scorpions selbst. Teilweise wurden die Songs neu abgemischt: Big City Nights, Is There Anybody There und Hey You wurden von Harald Lepschies und den Scorpions in den EMI Studios in Köln neu bearbeitet, während Holiday von Steve Thompson und Michael Barbiero in den Bearsville Studios in Bearsville (New York) neu abgemischt wurde.

## Titelauswahl
Best of Rockers ’n’ Ballads enthält Titel aus den Jahren 1979 bis 1989, in denen die Scorpions u. a. in den USA große Erfolge feierten. Berücksichtigt wurden demnach also die Alben Lovedrive, Animal Magnetism, Blackout, Love at First Sting und Savage Amusement. Weiterhin befindet sich auf dem Album das Lied Can’t Explain, eine Coverversion des Erfolgstitels der britischen Rockgruppe The Who. Weiterhin enthalten sind neben bekannten Albumversionen diverser Lieder zum Teil auch Remixe von Songs wie Is There Anybody There sowie auch die bislang nur in den USA auf dem Album Blackout enthaltene Version von China White, die sich durch ein alternatives Gitarrensolo von Rudolf Schenker auszeichnet.
Zu beachten ist, dass sich die europäische und die US-Fassung nicht nur hinsichtlich der Titelauswahl unterscheiden, sondern dass zum Teil auch unterschiedliche Versionen der Songs vorhanden sind. So findet sich beispielsweise auf der US-Fassung die Originalversion des Songs Hey You, während die europäische Fassung einen mehr als eine halbe Minute kürzeren Remix enthält.

## Titelliste

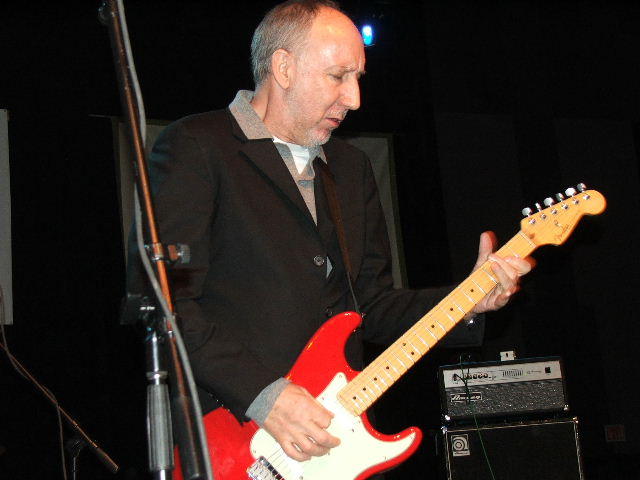
Pete Townshend schrieb das Lied I Can’t Explain und veröffentlichte dieses mit seiner Band The Who im Jahr 1965 (2007)

### Europäische Version
1. Rock You Like a Hurricane (Rudolf Schenker, Klaus Meine, Herman Rarebell) – 4:12
2. Can’t Explain (Pete Townshend) – 3:21
3. Rhythm of Love (Rudolf Schenker, Klaus Meine) – 3:48
4. Big City Nights (Rudolf Schenker, Klaus Meine) – 3:55
5. Lovedrive (Rudolf Schenker, Klaus Meine) – 4:49
6. Is There Anybody There (Long Version) (Rudolf Schenker, Klaus Meine, Herman Rarebell) – 4:16
7. Holiday (Rudolf Schenker, Klaus Meine) – 6:30
8. Still Loving You (Rudolf Schenker, Klaus Meine) – 6:24
9. No One Like You (Rudolf Schenker, Klaus Meine) – 3:55
10. Blackout (Rudolf Schenker, Klaus Meine, Herman Rarebell, Sonja Kittelsen) – 3:48
11. Another Piece of Meat (Rudolf Schenker, Herman Rarebell) – 3:32
12. You Give Me All I Need (Rudolf Schenker, Herman Rarebell) – 3:36
13. Hey You (Rudolf Schenker, Klaus Meine, Herman Rarebell) – 3:48
14. The Zoo (Rudolf Schenker, Klaus Meine) – 5:29
15. China White (US-Version) (Rudolf Schenker, Klaus Meine) – 6:56

### US-Version
1. Rock You Like a Hurricane (Rudolf Schenker, Klaus Meine, Herman Rarebell) – 4:12
2. Can’t Explain (Pete Townshend) – 3:21
3. Still Loving You (Rudolf Schenker, Klaus Meine) – 6:27
4. Big City Nights (Rudolf Schenker, Klaus Meine) – 4:09
5. Lovedrive (Rudolf Schenker, Klaus Meine) – 4:52
6. Holiday (Rudolf Schenker, Klaus Meine) – 6:46
7. Blackout (Rudolf Schenker, Klaus Meine, Herman Rarebell, Sonja Kittelsen) – 3:50
8. Rhythm of Love (Rudolf Schenker, Klaus Meine) – 3:48
9. No One Like You (Rudolf Schenker, Klaus Meine) – 3:57
10. You Give Me All I Need (Rudolf Schenker, Herman Rarebell) – 3:39
11. Hey You (Rudolf Schenker, Klaus Meine, Herman Rarebell) – 4:29
12. The Zoo (Rudolf Schenker, Klaus Meine) – 5:30

## Single-Auskopplungen
Als Single aus dieser Zusammenstellung erschien das Cover Can’t Explain zusammen mit dem Lied Lovedrive als B-Seite sowie die Long Version von Is There Anybody There zusammen mit The Zoo und der Albumversion des Titelliedes.

## Rezeption

### Kritik
Die HiFi-Zeitschrift Audio urteilte über die Zusammenstellung: „Der Prophet zählt nichts im eigenen Land – diese Erfahrung mußten die Hannoveraner Hard-Rocker Scorpions machen. Erfolg haben sie reichlich – in den USA oder England, sogar im fernen Japan. Den Landsleuten bleibt jetzt die Möglichkeit, bestehende Vorurteile mit dieser herausragenden Kompilation abzubauen. Über eine Stunde Rock vom Feinsten. Jungs, Still Loving You.“
Holger Stratmann schrieb im Rockmagazin Rock Hard: „Die Edelrockerjacke hängt symbolträchtig am Mikroständer. Ja, so ist es, die Scorpions sind die sympathischen Saubermänner, die zwar rocken, aber nie über die Stränge schlagen. Genauso der Sound: krachende, aber immer glasklare Gitarren, gefühlvolle Balladen, gute Melodien – kein Chaos! Und das ist auch gut so, denn nasty bad boys aus L.A. und aggressive Powercombos, die die Muskeln spielen lassen, gibt es ja genug. Dennoch, das Who-Cover 'Can't Explain' (der einzig neue Track des Albums) hätte ich mir von einer solchen Band gewünscht, schließlich waren die Who in ihren besten Zeiten auch die Allerwildesten. Die Scorps lösen ihre Aufgabe zwar gut, aber die Nummer paßt nicht zu ihnen. So ist das bislang nur auf Single veröffentlichte und von Scorps-Fans lang erwartete Hey You der absolute Höhepunkt des Albums. Besser und eingängiger geht's kaum noch! Der Rest ist das, was sich so »Best-of« nennt - zwölf Scorpions-Hits am laufenden Band, die ich hier gar nicht aufzuzählen brauche, da sie eh jeder kennt und liebt (na ja, fast jeder!). Allerdings hätte man die Finger von den Originalversionen lassen sollen (ein Track wie Is There Anybody There konnte man als Remix nur noch verschlechtern, und so ist es dann auch – zu perfekt), ansonsten ist Best Of Rockers N’ Ballads ein schönes Geschenkalbum. Welch ein Glück (Zufall?????), daß es genau vor dem Weihnachtsfest erschien …“.

### Verkaufszahlen
Insgesamt verkaufte sich Best of Rockers ’n’ Ballads bis heute über 3 Millionen Mal.

### Chartplatzierungen und Auszeichnungen
Das Album erreichte Platz 14 in den deutschen Charts und Platz 43 der US-Billboard-Charts. In Schweden platzierte sich die Kompilation auf Position 35, in der Schweiz erreichte sie Platz 21. In Kanada und in Deutschland wurde Best of Rockers ’n’ Ballads mit Gold ausgezeichnet, während das Album in den USA sogar mit Platin ausgezeichnet wurde.